# Морозов, Александр Иванович (советский художник)
Алекса́ндр Ива́нович Моро́зов (1902—1997) — русский советский живописец, лауреат Государственной премии РСФСР им. И. Е. Репина, народный художник РФ (1992).

## Биография
Родился в многодетной крестьянской семье. Окончил четыре класса начальной земской школы в Иваново-Вознесенске.
Рисованию учился в Иваново-Вознесенской рисовальной школе. С 1918 по 1922 год продолжил художественное образование в иваново-вознесенских Свободных художественно-промышленных мастерских.
В 1922 году был командирован на учёбу в Московский единый рабфак искусств.
В 1926—1930 годах учился на живописном факультете ВХУТЕМАСа (ВХУТЕИН).
С 1932 года — член Московского отделения Союза художников СССР.
В 1935 году состоялась первая персональная выставка художника. Всего работы Морозова приняли участие более чем в 80 выставках.
В 1969 году Александру Ивановичу было присвоено звание заслуженного художника РСФСР.
В 1979 году, за серию пейзажей «Родные мотивы», был удостоен Государственной премии РСФСР имени И. Е. Репина.
В 1988 году присвоено звание Почётный гражданин Иванова.
В 1992 году было присвоено звание народного художника РФ.
Похоронен в Иванове на Балинском кладбище.
В сентябре 2001 году в Иванове был открыт Музей А. И. Морозова. В экспозиции музея размещены более 1,5 тысяч живописных и графических работ художника.